# Guizhoualkippa
Guizhoualkippa (Alcippe davidi) är en fågel i familjen alkippor inom ordningen tättingar. Den förekommer allmänt i bergsskogar i södra Kina och norra Vietnam. Dess artstatus är omdiskuterad.

## Utseende
Guizhoualkippa är en liten (13–15 cm) och rätt långstjärtad tätting. Den har grått huvud med diffusa och ofta osynliga svartaktiga längsgående hjässband. Ovansidan är olivgrå, med brunare vingar och beigefärgad undersida. Runt ögat syns en bred vit ögonring, Arten är mycket lik yunnanalkippa, guangdongalkippa och taiwanalkippa, och tillsammans behandlades de som en och samma art (se nedan). Jämfört med taiwanalkippa och yunnanalkippan är dessa något ljusare och har tydligare hjässband, den senare även smalare vit ögonring. Guizhoualkippan är allra mest lik guangdongalkippa som även den har svagt tecknade hjässband, men är något mer roströd på vingar och stjärt samt gråare på haka och strupe.

## Utbredning och systematik
Guizhoualkippa delas in i två underarter med följande utbredning:
- Alcippe davidi davidi – sydcentrala Kina (västra Hubei till Hunan, Sichuan och nordöstra Yunnan)
- Alcippe davidi schaefferi – södra Kina (sydöstra Yunnan och Guangxi till nordvästra Vietnam

### Artstatus
Tidigare behandlades guizhoualkippa, guangdongalkippa, yunnanalkippa och taiwanalkippa som en och samma art, och vissa gör det fortfarande. Genetiska studier visar dock på betydande skillnader, där guizhoualkippan tros ha urskiljt sig från de övriga för hela fem miljoner år sedan.

### Släktes- och familjetillhörighet
Länge placerades arterna i Schoeniparus, Lioparus, Fulvetta och Alcippe i ett och samma släkte, Alcippe, men flera genetiska studier visar att de är långt ifrån varandras närmaste släktingar och förs nu istället vanligen till flera olika familjer, där arterna till Alcippe verkade utgöra systergrupp till fnittertrastarna och fördes till den familjen. Senare genetiska studier har dock visat att de utgör en mycket gammal utvecklingslinje och urskiljs därför av exempelvis tongivande International Ornithological Congress (IOC) till en egen familj, Alcippeidae.

## Status
IUCN erkänner den inte som art och placerar den därför inte i någon hotkategori.

## Namn
Fågeln är uppkallad efter franska munken och naturforskaren Armand David. Tidigare kallades den davidalkippa även på svenska, men tilldelades 2024 ett mer informativt namn av BirdLife Sveriges taxonomikommitté.